# ヘハ山
ヘハ山（フランス語: Mont Heha、英語: Mount Heha）は、ブルンジの山。標高2,670mのブルンジ最高峰である。ブジュンブラの南東30km、タンガニーカ湖の東20kmに位置する。